# Cabo Abenante
Das Cabo Abenante ist ein Kap am Nordrand des antarktischen Filchner-Ronne-Schelfeises östlich der Berkner-Insel. Es liegt am westlichen Ausläufer der Baie Chica.
Argentinische Wissenschaftler nahmen 1958 die Benennung vor. Namensgeber ist der Soldat Mario Bruno Abenante, der beim Putsch gegen den argentinischen Präsidenten Juan Perón im September 1955 ums Leben gekommen war.